# Umbrina analis
Umbrina analis és una espècie de peix de la família dels esciènids i de l'ordre dels perciformes.

## Morfologia
- Els mascles poden assolir 35 cm de longitud total.[4][5]

## Alimentació
Menja crustacis, incloent-hi crancs, i cucs marins.

## Hàbitat
És un peix marí, de clima tropical i demersal.

## Distribució geogràfica
Es troba al Pacífic oriental: des de Mèxic fins al nord de l'Equador.

## Observacions
És inofensiu per als humans.